# Deniz Hakyemez
Deniz Hakyemez Çetinsaraç (Istanbul, 3 febbraio 1983) è una pallavolista turca.
Gioca nel ruolo di schiacciatrice nel Samsun BB.

## Carriera
La carriera di Deniz Hakyemez, figlia dell'ex cestista Doğan Hakyemez, inizia nel 1998, tra le file dell'Eczacıbaşı. In cinque stagioni vince altrettanti campionati, coppe di Turchia e la Coppa delle Coppe 1998-99. Nel 2003 si trasferisce al Beşiktaş, dove resta per due stagioni, al termine delle quali fa il suo esordio nella nazionale turca, vincendo i XV Giochi del Mediterraneo.
Nel 2005 viene ingaggiata dal VakıfBank GS, in cui trascorre quattro stagioni, durante le quali vince la Challenge Cup 2007-08. Nel 2009 vince due medaglie d'argento con la nazionale: la prima ai XVI Giochi del Mediterraneo, la seconda nell'European League. Sempre nella stessa estate, firma per il suo nuovo club, il Galatasaray.
Nella stagione 2012-13 viene ingaggiata dall'Ereğli, ma nel mese di febbraio lascia la squadra e si trasferisce nella serie cadetta turca, firmando per la Gazi Üniversitesi, col quale ottiene la promozione nella massima serie. In seguito resta in serie cadetta, vestendo le maglie del Salihli e del Bolu.
Torna a giocare in massima serie nel campionato 2015-16, difendendo i colori dell'İdman Ocağı, mentre nel campionato seguente ritorna nella seconda divisione, firmando col Samsun BB.

## Palmarès

### Club
- Campionato turco: 5

1998-99, 1999-00, 2000-01, 2001-02, 2002-03
- Coppa di Turchia: 5

1998-99, 1999-00, 2000-01, 2001-02, 2002-03
- Coppa delle Coppe: 1

1998-99
- Challenge Cup: 1

2007-08

### Nazionale (competizioni minori)
- Giochi del Mediterraneo 2005
- Giochi del Mediterraneo 2009
- European League 2009